# Panteón de los Queretanos Ilustres

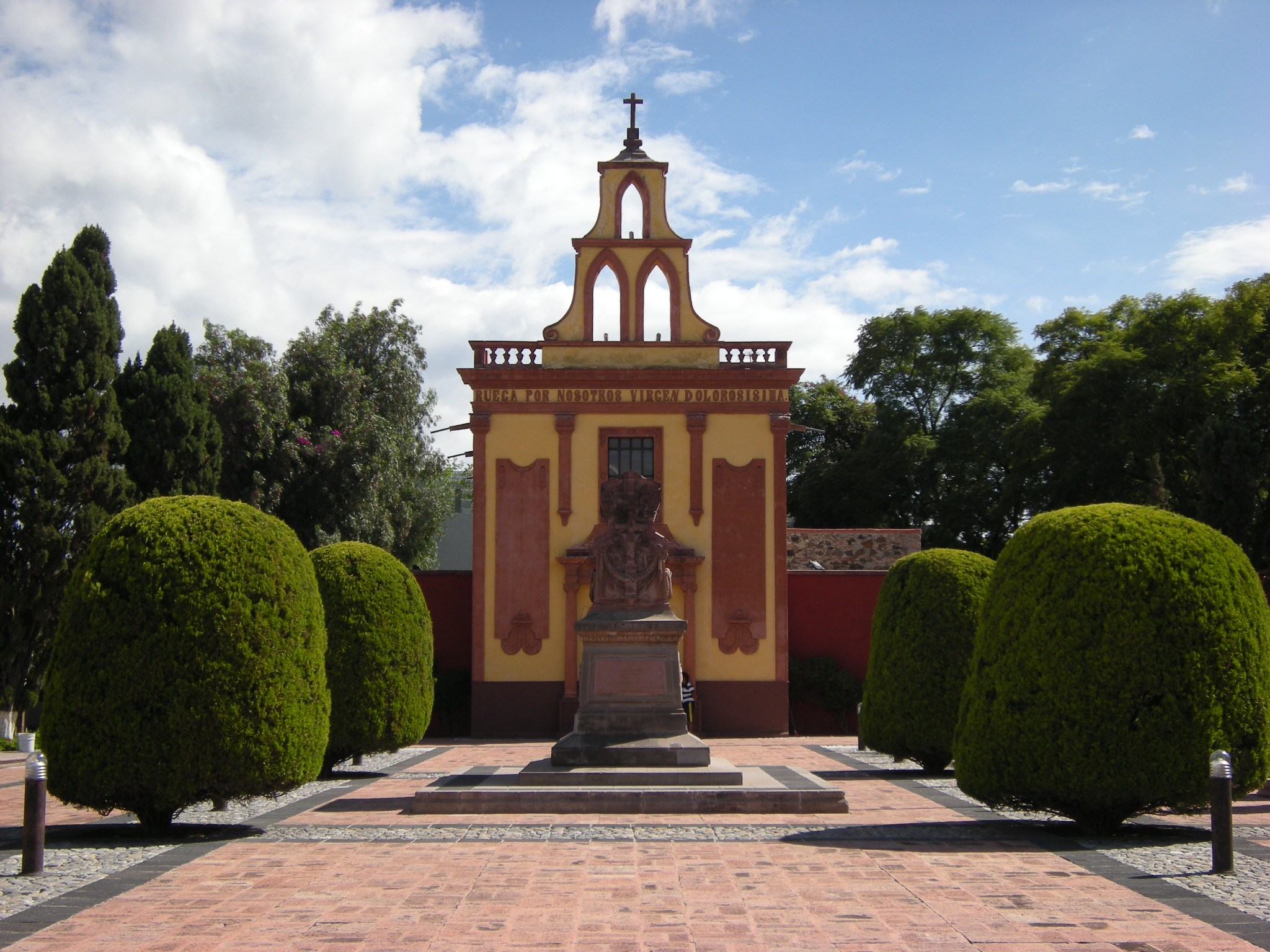
Vista frontal de la Capilla de la Virgen Dolorosa y del sepulcro de Miguel Domínguez y Josefa Ortiz.

El Panteón de los Queretanos Ilustres, es un panteón ubicado en Santiago de Querétaro, en el estado de Querétaro, fue inaugurado entre 1840 y 1847.

## Historia
Es el primer panteón civil que existió en la ciudad de Querétaro y data de 1847, cuando pertenecía todavía a la iglesia. Se encuentra ubicado frente al mirador del gran acueducto de Querétaro, más conocido como los arcos de la ciudad, en el convento de la Santísima Cruz de los Milagros, lugar que se convirtió, en uno de los sitios más visitados de la ciudad, por ser testigo de la historia, sitio de batallas decisivas, y hoy albergue de los restos de personajes históricos destacados de esa ciudad, rindiéndole por igual homenaje a los hombres más ilustres de la ciudad; ya sean héroes de la independencia, fundadores, benefactores, arquitectos, gobernadores, maestros y artistas, en el interior del panteón, se encuentra la Capilla de la Virgen Dolorosa, patrona original del cementerio.

## Personajes enterrados en el Panteón de los Queretanos Ilustres[3]

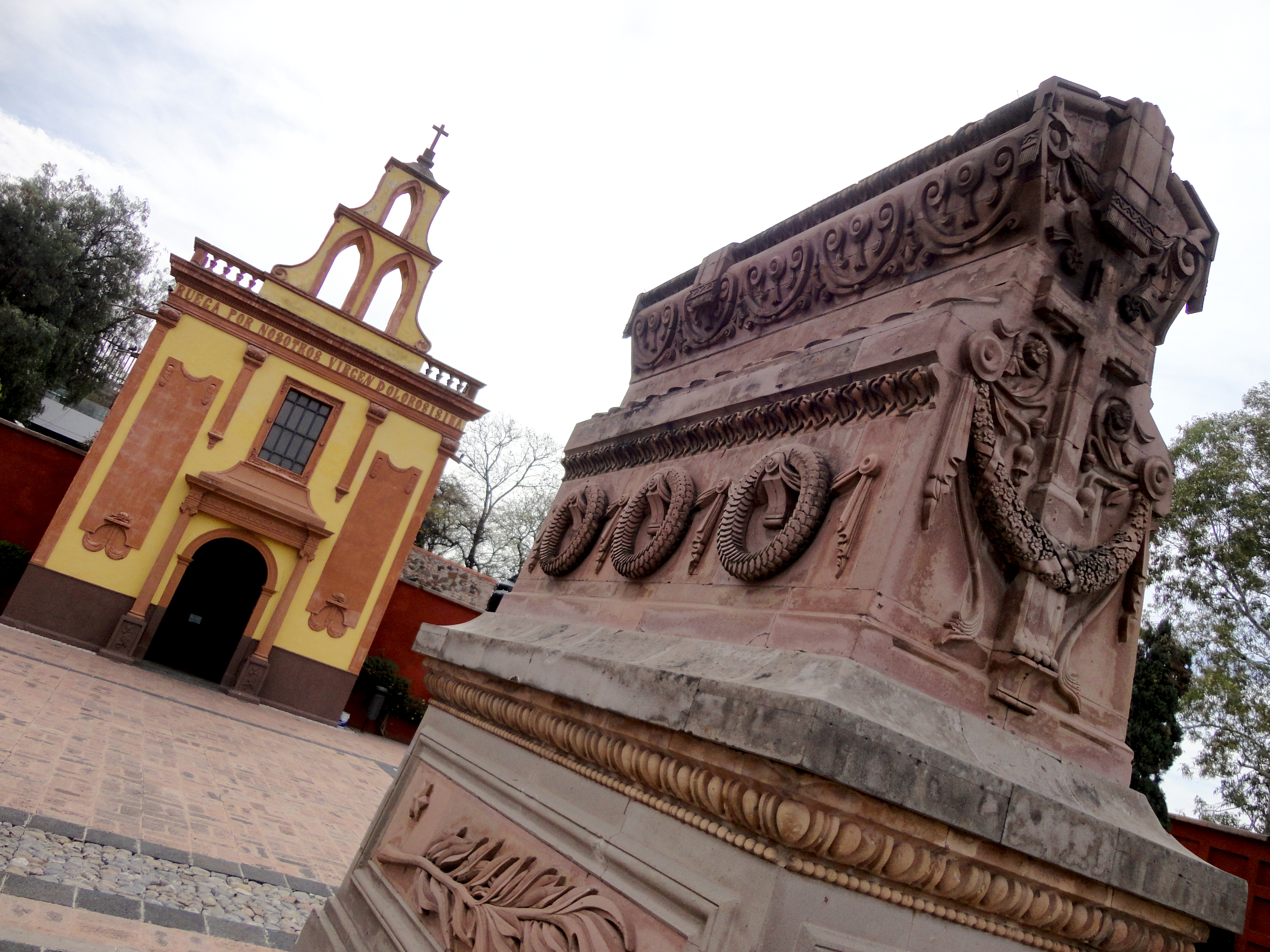
Sepulcro de Miguel Domínguez y Josefa Ortíz en el Panteón de los Queretanos Ilustres.

- Miguel Domínguez. Corregidor de Querétaro, participó en la conspiración de Querétaro.
- Josefa Ortíz. Esposa del Corregidor de Querétaro, Miguel Domínguez, participó en la conspiración de Querétaro.[4]
- Epigmenio González. Participó en la conspiración de Querétaro.[4]
- José María Arteaga. Gobernador del estado y de Jalisco, combatió en la Guerra con los Estados Unidos, en la Guerra de Reforma y en la Intervención Francesa de 1862.[4]
- Ignacio Pérez, también llamado "El mensajero de la Libertad", sotalcaide de la cárcel de Querétaro, comunicó a Hidalgo y Allende del descubrimiento del movimiento de independencia.[4]
- Juan Antonio de Urrutia y Arana «Marqués de la Villa del Villar del Águila». Benefactor; constructor del Acueducto estatal, además de numerosas fuentes y puentes populares en el estado.[4]
- Fernando Espinosa. Ingeniero y educador.
- Valentín Frías. Historiador y escritor, que generó un gran enriquecimiento para la historia del estado.[4]
- Octavio S. Mondragón Guerra. Médico militar y gobernador del estado.
- Josefa Vergara y Hernández. Benefactora.[4]
- José Guadalupe Velázquez Pedraza. Benefactor.
- Germán Patiño Díaz. Benefactor.[4]
- Fray Ignacio Mariano de las Casas. Arquitecto y escultor de estilo barroco.[4]
- Félix Osores. Padre de la creación del Estado de Querétaro.[4]
- Fernando Díaz Ramírez. Abogado, escritor, historiador, Gobernador del estado y Rector de la UAQ.[5][6]
- José Guadalupe Ramírez Álvarez. Periodista y catedrático.[7]
- Antonio Pérez Alcocer. Filósofo y catedrático.
- Agapito Pozo Balbás. [8]
- Carlos Septién García, Periodista.[8]
- Luis Vega y Monroy.[8]
- Francisco Cervantes. Poeta.[8]
- Esperanza Cabrera de Hinojosa. Maestra.[8]
- Agustín Rivera Ugalde.[8]